# Амфиартроз
Амфи́артро́з или Туго́й суста́в (лат. amphyarthrósis, от др.-греч. ἀμφί- — «двоякий» и ἄρθρον — сустав) — этот термин объединяет ряд полуподвижных сочленений с различной формой суставных поверхностей с короткой, туго натянутой суставной капсулой и очень крепким нерастягивающимся вспомогательным связочным аппаратом (например, Крестцово-подвздошный сустав, межпозвоночный сустав).